# Belcastro
Belcastro és un municipi italià, situat a la regió de Calàbria i a la província de Catanzaro. L'any 2023 tenia 1.231 habitants.

## Demografia
| 1r gener 2017 | 1r gener 2018 | 1r gener 2023 |
| 1.413         | 1.387         | 1.231         |

## Administració
| Dates mandat | Nom de l'alcalde/ssa | Causa finalització |
| ------------ | -------------------- | ------------------ |